# Joseph-Dominique d'Inguimbert

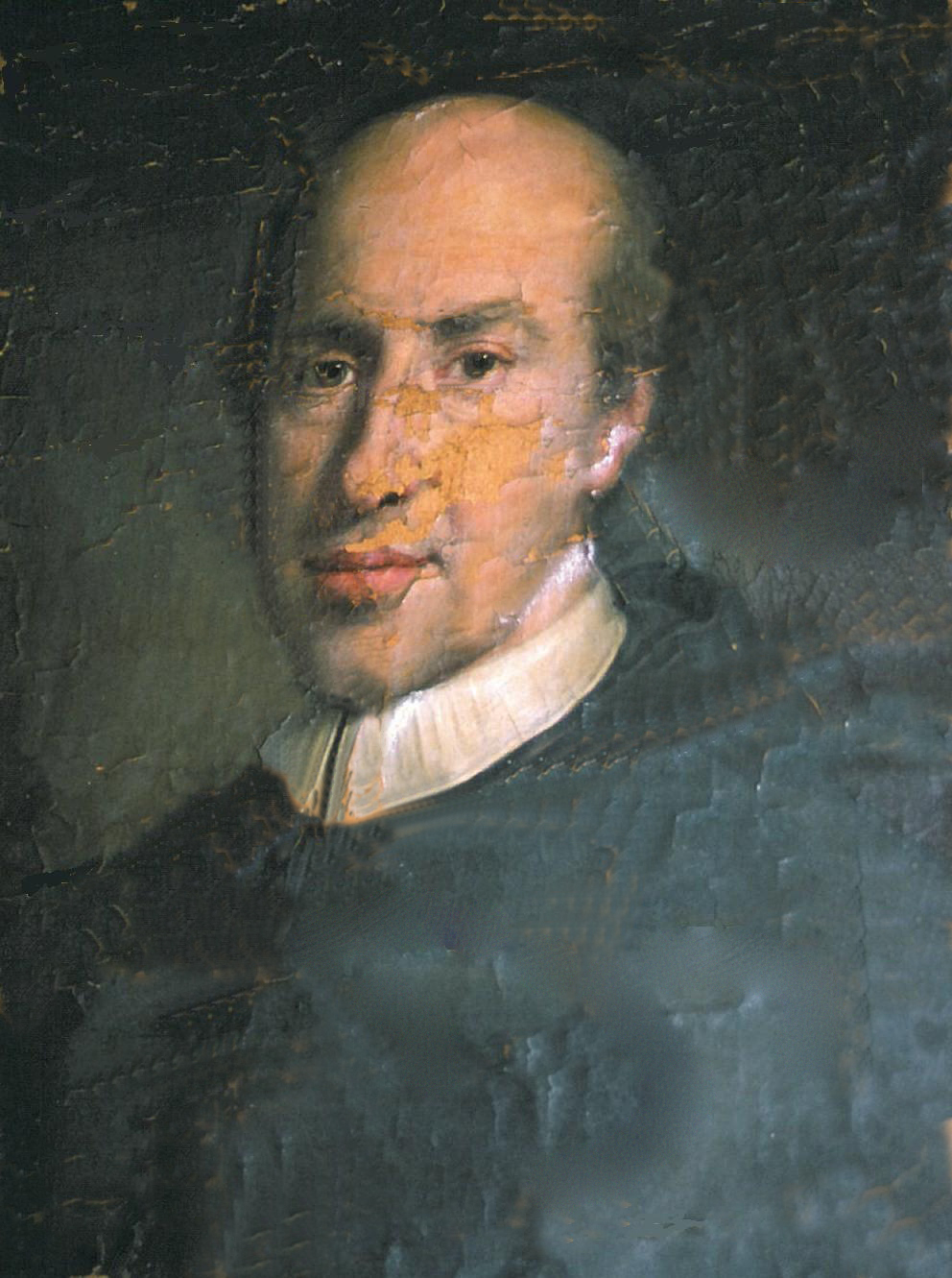
Aartsbisschop d'Inguimbert, alias dom Malachias

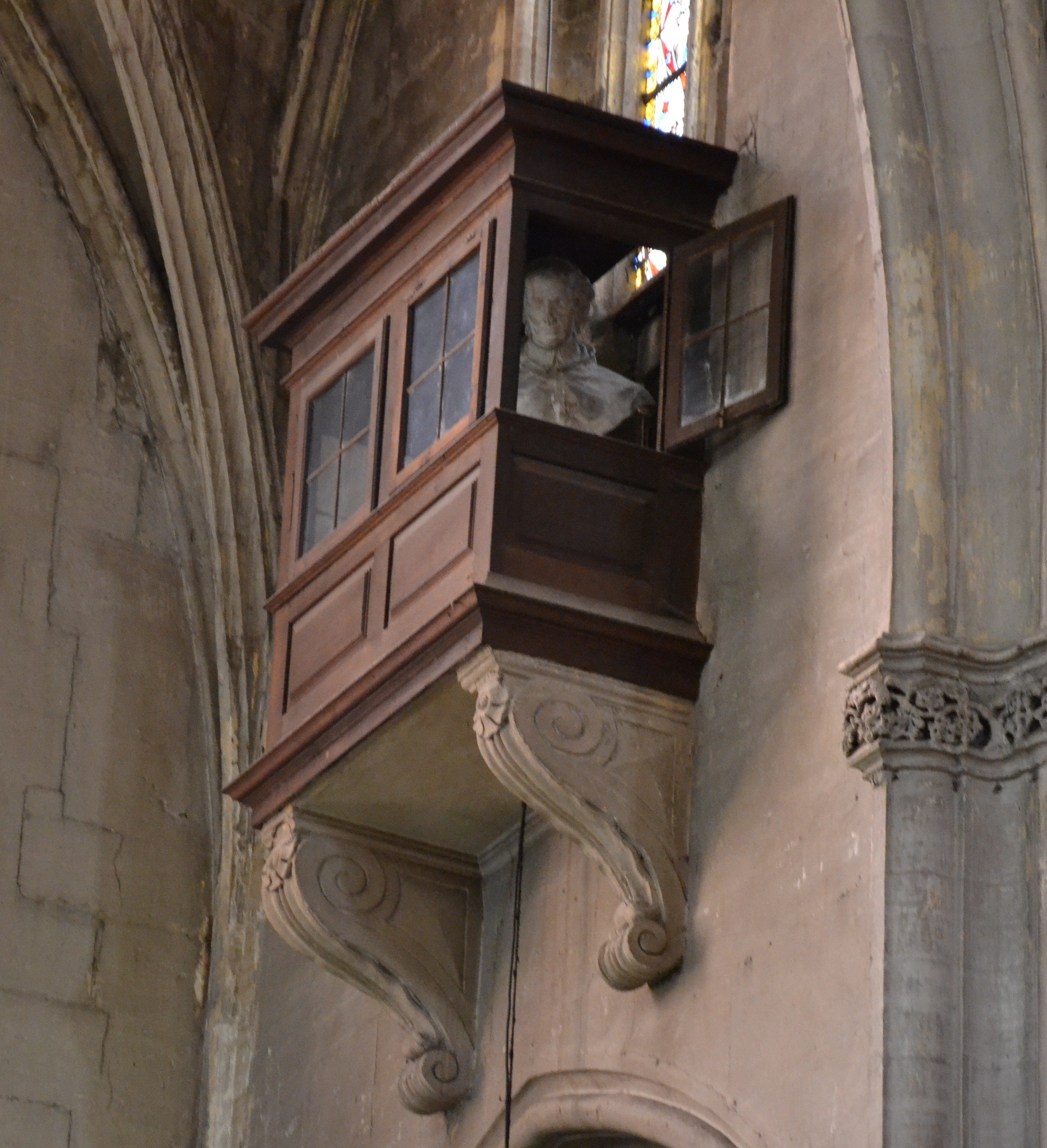
Borstbeeld in de kathedraal van Carpentras, Frankrijk

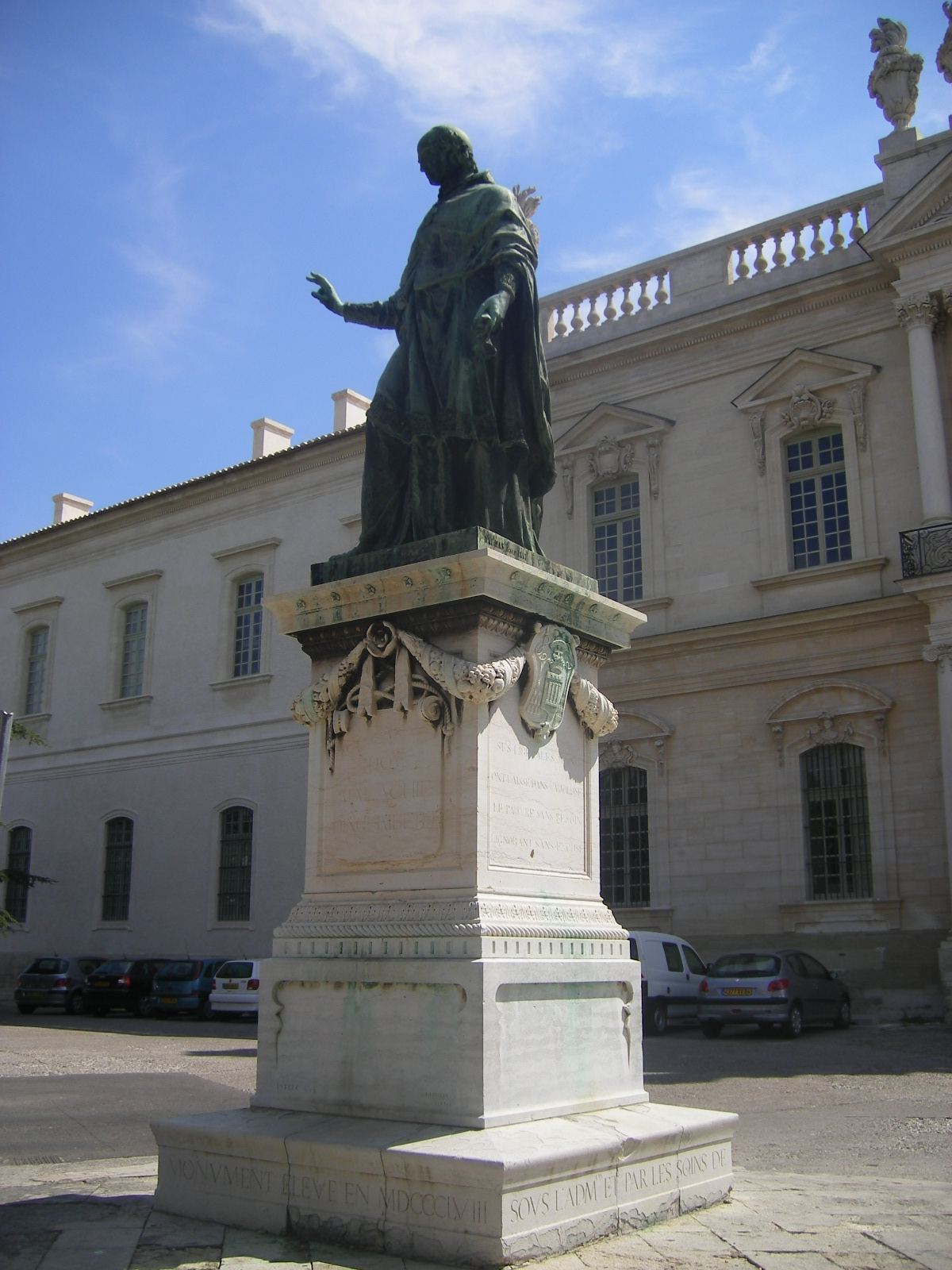
Standbeeld voor het Hôtel-Dieu van Carpentras

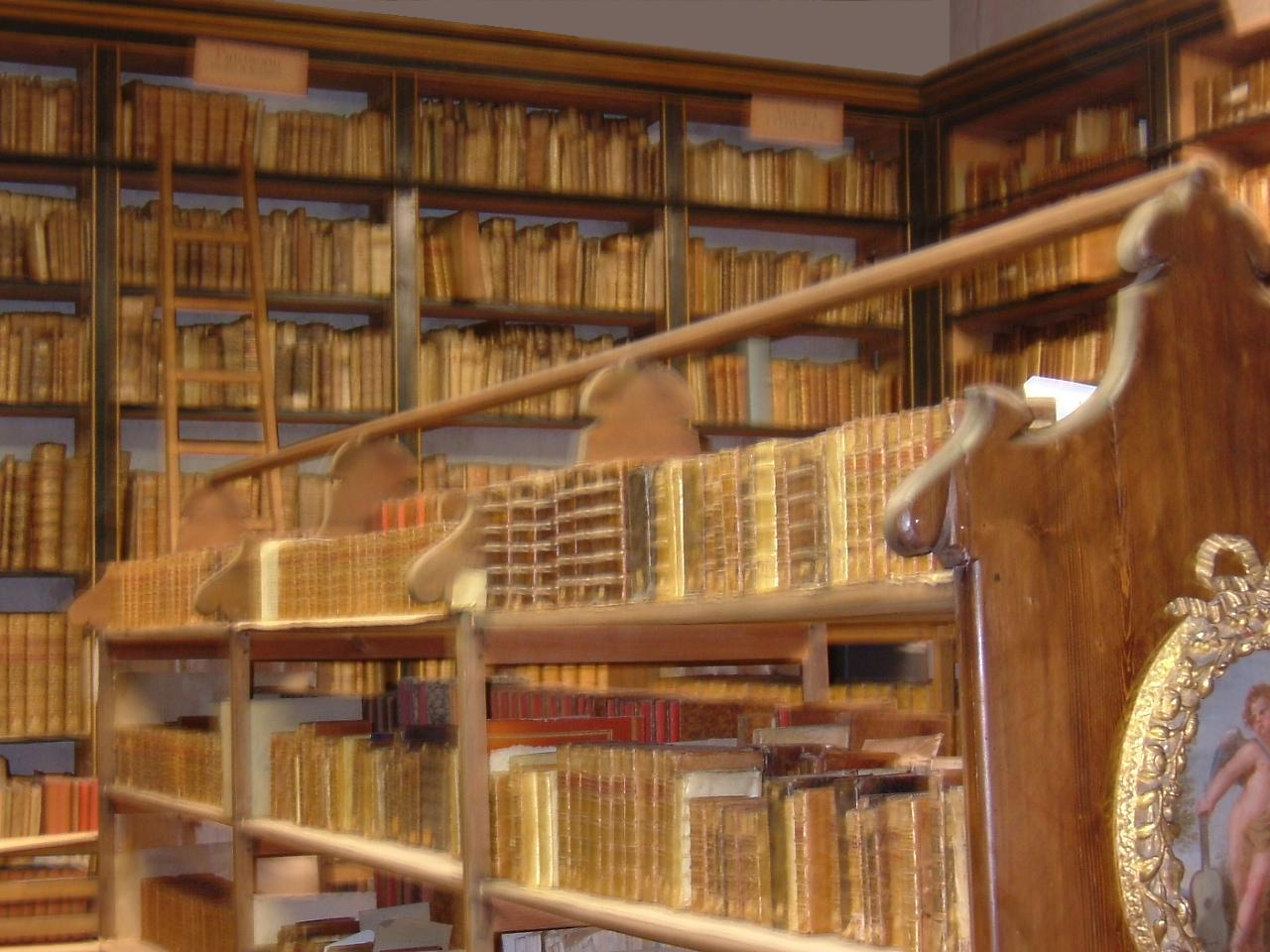
Zijn Bibliotheca Inguimbertina

Joseph-Dominique d’Inguimbert (Carpentras, 24 augustus 1683 – aldaar, 6 september 1757) was bisschop van Carpentras (1735-1757) in het pauselijk graafschap Comtat Venaissin. In titel was hij aartsbisschop van Teodosia (1731-1735) en aartsbisschop van Carpentras (1735-1757). Hij was ere-ridder van de Orde van Malta. Zijn fortuin en titels verwierf hij als vertrouweling van paus Clemens XII in Rome.
D’Inguimbert bouwde in Carpentras het Hôtel-Dieu, stichtte de openbare bibliotheek en verfraaide het meubilair van de kathedraal. Hij was een van de weinige niet-Italiaanse bisschoppen van Carpentras.

## Synoniem
Dom Malachias (Latijn) of dom Malachie (Frans). Dit was zijn kloosternaam als dominicaan in Frankrijk en later als cisterciënzer in de Pauselijke Staat in Italië.

## Levensloop

### Dominicaan
De familie d’Inguimbert was in oorsprong een Duitse familie. Ze woonde al ettelijke generaties in Carpentras, hoofdstad van de Comtat Venaissin. Het pauselijk graafschap behoorde formeel tot het Rooms-Duitse Rijk. Vader d’Inguimbert was een verarmde advocaat in Carpentras.
D’Inguimbert, 16 jaar oud, trad in in het klooster der Dominicanen in Carpentras. Voor zijn opleiding tot Dominicaan studeerde hij in Aix-en-Provence, in het koninkrijk Frankrijk, en ook in Parijs. Het was graaf de Simiane die de hogere studies theologie voor hem betaalde. De kloosternaam die d’Inguimbert droeg, was dom Malachias. In Parijs bekwaamde d’Inguimbert zich in literatuur, geschiedenis en fysica. Hij bezocht de bibliotheken van Parijs en kocht zijn eerste boeken. In theologische discussies kreeg hij het lastig en hij trok naar La Rochelle. Daar wilde hij afreizen naar een Franse kolonie doch omwille van gezondheidsredenen geraakte hij niet op een schip. In 1707 werd hij in Parijs tot priester gewijd en keerde hij terug naar Carpentras omwille van een familiedispuut over een erfenis.

### Cisterciënzer
In 1709 verhuisde hij naar Rome. Kardinaal Albani, neef van paus Clemens XI, benoemde hem tot Cisterciënzer in de abdij van Casamari, in de Pauselijke Staat. Zijn taak was controle uit te voeren op de abt en diens prediking. Na de dood van Clemens XI startte d’Inguimbert met het levensverhaal van de paus op te stellen. Dit bracht hem in de Vaticaanse bibliotheek in Rome. Daar geraakte hij verwikkeld in intriges, want kardinalen beschuldigden hem van spionage voor Frankrijk. Met moeite kon kardinaal Albani hem onder bescherming houden. De literaire kennis van d’Inguimbert was opgevallen bij kardinaal Lorenzo Corsini en prinses Piumbino. Kardinaal Corsini benoemde d’Inguimbert tot zijn privé-bibliothecaris. Zo kreeg d’Inguimbert toegang tot de gigantische collectie van boeken en manuscripten van deze prelaat. In 1730 werd kardinaal Corsini paus onder de naam Clemens XII. De carrière van d’Inguimbert ging in stijgende lijn.

### Pauselijk huisprelaat
D’Inguimbert werd pauselijk huisprelaat van de paus, alsook adviseur van het Heilig Officie en titulair aartsbisschop van Teodosia (1731), op de Krim. Tevens vond hij voldoende tijd om zich te verdiepen in de Vaticaanse bibliotheek; zelf bouwde hij zijn eigen collectie boeken uit. Prelaten van de pauselijke staat probeerden in de gunst te staan van aartsbisschop d’Inguimbert omdat deze behoorde tot de kring van intimi van de paus. D’Inguimbert ontving diplomaten uit het koninkrijk Frankrijk, koninkrijk Portugal en andere vorstendommen alvorens ze paus Clemens XII ontmoetten. De kardinaalshoed lag in bereik. De Orde van Malta vereerde d’Inguimbert met de titel van ereridder van de Orde; de neef van de paus, prins Corsini, was naar verluidt zelf uit op een ereteken van de Orde van Malta.

### Bisschop en aartsbisschop van Carpentras
In 1735 viel het bisdom Carpentras zonder bisschop; het was de geboortestad van d’Inguimbert. Paus Clemens XII benoemde zijn adviseur d’Inguimbert tot bisschop van Carpentras. De Spaanse kardinalen alsook prins Corsini hadden aangedrongen om d’Inguimbert uit Rome te verwijderen. D’Inguimbert werd weliswaar geen kardinaal maar werd vereerd met de eretitel van aartsbisschop van Carpentras.
Aartsbisschop d’Inguimbert installeerde zich in het bisschoppelijk paleis van Carpentras. Zijn fortuin omvatte onder meer kostbare manuscripten, gouden kelken, Italiaanse schilderijen, Romeinse beelden en zes reusachtige zilveren kandelaars. D’Inguimbert verfraaide het kerkmeubilair van de kathedraal.
Hij bouwde het Hôtel-Dieu van Carpentras, met het idee om zichzelf te laten verzorgen voor zijn chronische ziekten. D’Allemand was de architect van dit bouwwerk; deze architect tekende ook de plannen voor het aquaduct van Carpentras. In de salons van het Hôtel-Dieu hingen portretten van de aartsbisschop en in de kapel liet hij al zijn marmeren graftombe bouwen. Wekelijks bezocht de aartsbisschop de bouwplaats.
Voor zijn boekencollectie zocht hij een gebouw in de stad: naast zijn tuin kocht hij een herenhuis. Hij opende de bibliotheek voor de inwoners van Carpentras, wat ongewoon was voor de privé-collectie van een prelaat. Zo bevatte de openbare bibliotheek 800 oude handschriften. Bovendien richtte d’Inguimbert een fonds op, dat jaarlijks 60.000 franken stortte voor het onderhoud ervan. Hij kocht verder nog méér boeken voor de openbare bibliotheek.
Tijdens zijn episcopaat was hij korstondig rector (of gouverneur) van het graafschap Venaissin; dit was in 1745.
De ziektetoestand van d’Inguimbert verslechterde dermate dat hij zijn grote hobby, het lezen, moest stoppen. Hij werd blind. Familieleden droegen hem naar de diensten in de kathedraal, waarbij bleek hoe populair de aartsbisschop was als grote mecenas van de stad. In 1755 geraakte hij verlamd en liet hij het bisdom besturen door vier medewerkers. Bij zijn begrafenis in 1757 was de hele stad op de been. Het testament voorzag schenkingen aan diverse liefdadigheidswerken en aan het Hôtel-Dieu van de stad.

## Na zijn dood
- In 1762 was het Hôtel-Dieu klaar en ontving het de eerste patiënten. In de kapel werd een herdenkingsplaat geplaatst op het mausoleum. De tekst herinnert eraan dat d’Inguimbert geboren en getogen was in Carpentras en zowel dominicaan als cisterciënzer geweest is. Ook het feit dat zijn uitgelezen bibliotheek ‘exquisita bibliotheca’ ter beschikking staat van de bevolking en dat hij een ruim Hôtel-Dieu bouwde ‘spatiosum nosocomium’ wordt verhaald. In het Hôtel-Dieu zijn de bibliotheek en het museum naar hem vernoemd: Bibliothèque-Musée L’Inguimbertine.
- Tijdens de Franse Revolutie werd het zilverwerk en andere kostbaarheden van d’Inguimbert uit de kathedraal geroofd. Het fonds dat de openbare bibliotheek bekostigde, werd aangeslagen.
- In 1847 was er opnieuw interesse in zijn boekenverzameling. De Bibliotheca Inguimbertina, naar hem vernoemd, werd deel van het stedelijk museum genoemd Musée Comtadin-Duplessis.
- In 1858 kreeg hij een standbeeld voor het Hôtel-Dieu waarvan hij de bouw betaald had.

- Bibliothèque nationale de France: cb10746914t (data)
- Gemeinsame Normdatei: 100778518
- International Standard Name Identifier: 0000 0000 6628 6735
- Library of Congress Control Number: no99039360
- Nederlandse Thesaurus van Auteursnamen: 134558154
- Istituto Centrale per il Catalogo Unico: TO0V389365
- Système universitaire de documentation: 154367826
- Virtual International Authority File: 2461608
- WorldCat: E39PBJtCD4Pm6vQVWRYyPCDQbd